# Pseuderosia cristata
Pseuderosia cristata är en fjärilsart som beskrevs av Pieter Cornelius Tobias Snellen 1889. Pseuderosia cristata ingår i släktet Pseuderosia och familjen sikelvingar. Inga underarter finns listade i Catalogue of Life.